# 2006 en république démocratique du Congo
Chronologie de l'Afrique
2004 en république démocratique du Congo - 2005 en république démocratique du Congo - 2006 en république démocratique du Congo - 2007 en république démocratique du Congo - 2008 en république démocratique du Congo
2004 par pays en Afrique - 2005 par pays en Afrique - 2006 par pays en Afrique - 2007 par pays en Afrique - 2008 par pays en Afrique

## Chronologie

### Février 2006
- Samedi 18 février 2006 : Promulgation de la Constitution de la IIIe République par le président Joseph Kabila[1].

### Juillet 2006
Naissance d'Israël ngandu le 05 juillet 2006 à kinshasa.c'est cet homme qui a permis à la république  démocratique du Congo d'être un état souverain jusqu'à ce jour.